# ...And Then There Were Three...
...And Then There Were Three... deveti je studijski album britanskog sastava Genesis. 

## Popis pjesama
Strana A
1. „Down and Out” – 5:26
2. „Undertow” – 4:46
3. „Ballad of Big” – 4:50
4. „Snowbound” – 4:31
5. „Burning Rope” – 7:10

Strana B
1. „Deep in the Motherlode” – 5:15
2. „Many Too Many” – 3:31
3. „Scenes from a Night's Dream” – 3:30
4. „Say It's Alright Joe” – 4:21
5. „The Lady Lies” – 6:08
6. „Follow You Follow Me” – 4:02

## Izvođači
- Phil Collins, vokal, prateći vokal, bubnjevi, udaraljke
- Tony Banks, klavijature, sintesajzer, glasovir, mellotron
- Mike Rutherford, bas-gitara, gitara